# NGC 406
NGC 406 (другие обозначения — ESO 51-18, IRAS 01057-7008, PGC 3980) — спиральная галактика (Sc) в созвездии Тукан на южном небе. По оценкам, расстояние до неё составляет 61 миллион световых лет от Млечного пути и она имеет диаметр около 60 000 световых лет.
Этот объект входит в число перечисленных в оригинальной редакции «Нового общего каталога».

## Описание
Класс яркости NGC 406 равен III. Галактика имеет широкую линию HI.
Измерение красного смещения даёт расстояние 20.467 ± 1.928 мегапарсек (~ 66,8 млн с. л.).
Видимые размеры — максимальный диаметр: 2,60 угловых минут (52 с. л.), минимальный диаметр: 1,00 угловых минут (20 с. л.).
Спиральные рукава NGC 406 заполнены молодыми массивными синими звёздами, которые подчёркивают тёмные полосы пыли. Принимая во внимание, что в центральной выпуклости преобладает старшая популяция звёзд, она почти полностью скрыта в структуре галактического диска.

## Обнаружение
Этот астрономический объект обнаружил 3 ноября 1834 года британский астроном Джон Гершель. 27 ноября 1900 года объект снова наблюдал Делайл Стюарт.

## Ближайшие объекты NGC / IC
Этот список содержит десять ближайших объектов NGC/IC на основании евклидова расстояния.
| Имя     | Расстояние от NGC 406 (угловые минуты) | Прямое восхождение (J2000) | Склонение (J2000) | Тип                                                             |
| ------- | -------------------------------------- | -------------------------- | ----------------- | --------------------------------------------------------------- |
| NGC 362 | 1,42                                   | 1ч 3м 14,3с                | −70° 50′ 52″      | Шаровое звёздное скопление (III)                                |
| IC 1664 | 1,73                                   | 1ч 14м 18,5с               | −69° 48′ 42″      | Двойная звезда (*2)                                             |
| IC 1655 | 1,84                                   | 1ч 11м 53,8с               | −71° 19′ 54″      | Рассеянное звёздное скопление (OCL)                             |
| NGC 411 | 1,9                                    | 1ч 7м 55,7с                | −71° 46′ 7″       | Рассеянное звёздное скопление (OCL)                             |
| NGC 422 | 1,96                                   | 1ч 9м 25,4с                | −71° 46′ 0″       | Рассеянное звёздное скопление (OCL)                             |
| IC 1641 | 1,97                                   | 1ч 9м 39,1с                | −71° 46′ 8″       | Рассеянное звёздное скопление (OCL)                             |
| NGC 361 | 2,17                                   | 1ч 2м 11,1с                | −71° 36′ 24″      | Рассеянное звёздное скопление в Эмиссионной туманности (OCL+EN) |
| NGC 395 | 2,19                                   | 1ч 5м 7,3с                 | −71° 59′ 39″      | Рассеянное звёздное скопление в Эмиссионной туманности (OCL+EN) |
| IC 1624 | 2,23                                   | 1ч 5м 21,9с                | −72° 2′ 33″       | Рассеянное звёздное скопление (OCL)                             |
| IC 1660 | 2,29                                   | 1ч 12м 38,4с               | −71° 45′ 41″      | Рассеянное звёздное скопление (OCL)                             |

## Галерея

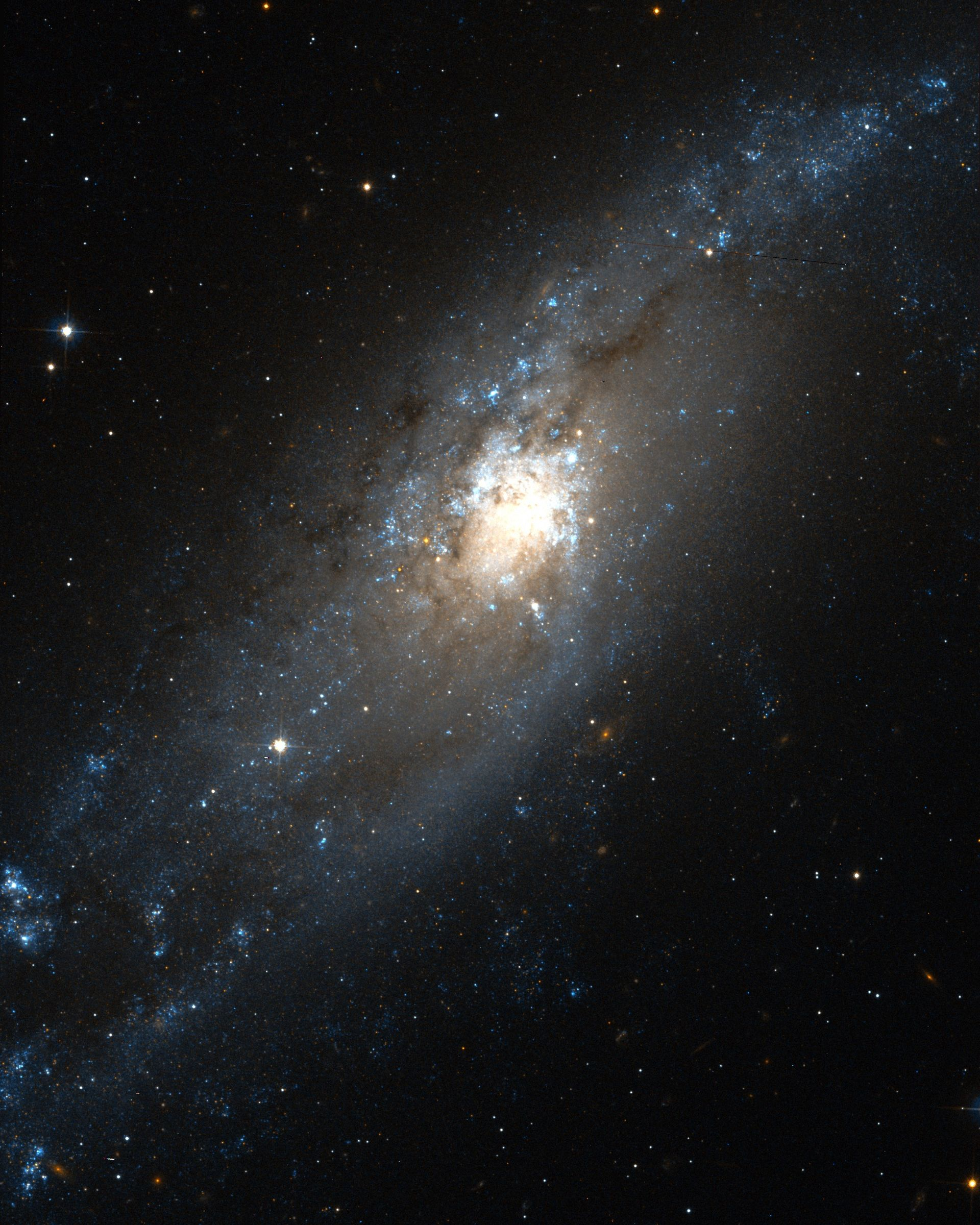
Галактика NGC 406 захвачена космическим телескопом Хаббла
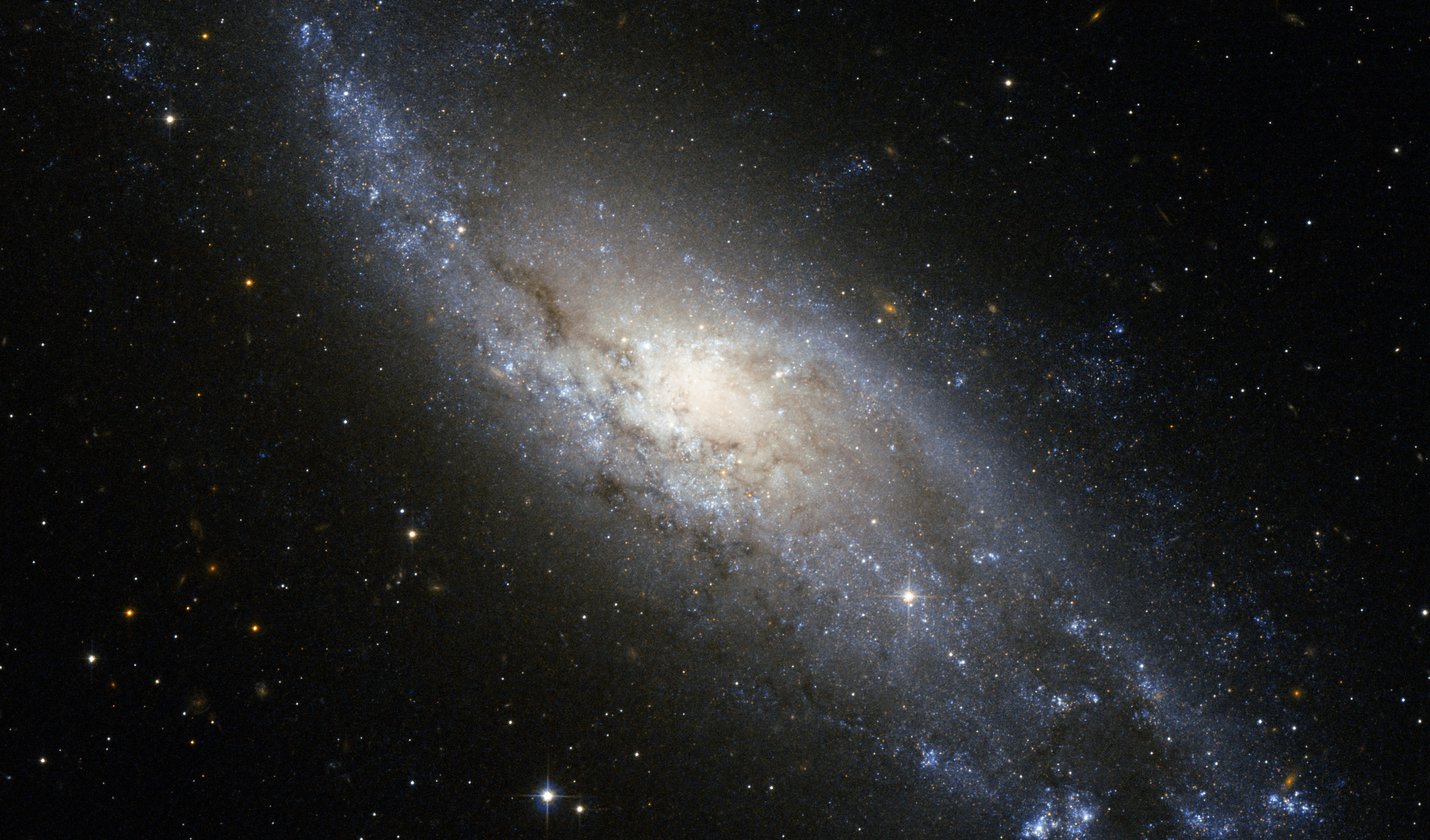
Ещё одно изображение NGC 406 от Хаббла (ЕКА / Хаббл и НАСА)
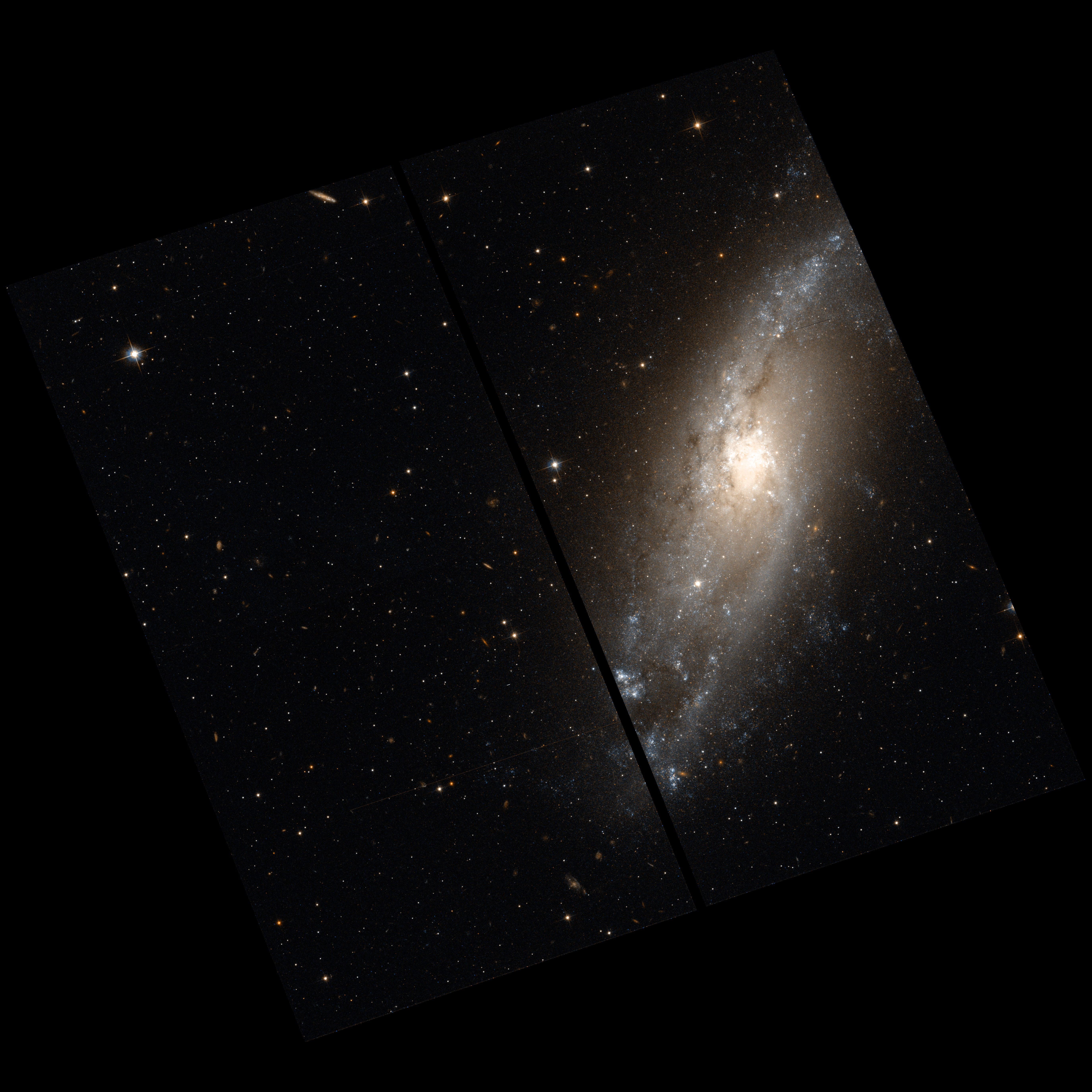
Изображение на основе данных DSS.